# Gurjão (kommun i Brasilien)
Gurjão är en kommun i Brasilien.   Den ligger i delstaten Paraíba, i den östra delen av landet, 1 600 km nordost om huvudstaden Brasília. Antalet invånare är 3 159.
Omgivningarna runt Gurjão är huvudsakligen savann. Runt Gurjão är det mycket glesbefolkat, med 6 invånare per kvadratkilometer.